# جورج إيوينغ مارتن
جورج إيوينغ مارتن (بالإنجليزية: George Ewing Martin)‏ هو قاضي أمريكي، ولد في 23 نوفمبر 1857 في لانكستر في الولايات المتحدة، وتوفي في 14 أبريل 1948 في واشنطن العاصمة في الولايات المتحدة.